# Constantin Sterea (volley-ball)
Constantin Stera, né le 2 janvier 1951 à Constanța en Roumanie, est un joueur de volley-ball roumain. 

## Carrière
Constantin Sterea participe aux Jeux olympiques de 1980 à Moscou et remporte la médaille de bronze avec l'équipe roumaine composée de Marius Căta-Chițiga, Laurențiu Dumănoiu, Günther Enescu, Dan Gîrleanu, Sorin Macavei, Viorel Manole, Florin Mina, Corneliu Oros, Nicolae Pop, Valter Chifu et Nicu Stoian.